# Christine Wetzel
Christine Wetzel (verheiratete Christine Neames) ist eine ehemalige deutsche Kunstturnerin.

## Werdegang
Die aus Lindhorst im Landkreis Harburg stammende Wetzel turnte für den TSV Eintracht Hittfeld. Auch ihre Schwestern Barbara und Monika wurden Turnerinnen.
Christine Wetzel stand im bundesdeutschen Aufgebot für die Olympischen Sommerspiele 1984 in Los Angeles, kam als Ersatz-Turnerin aber in keinem Olympia-Wettkampf zum Einsatz.
1985, 1986 und 1987 wurde sie deutsche Meisterin im Pferdsprung und 1985 ebenfalls auf dem Stufenbarren. 1988 holte sie Silber im Pferdsprung und auf dem Stufenbarren.
Im Mehrkampf gewann Wetzel bei den deutschen Meisterschaften 1987 und 1988 jeweils die Bronzemedaille, ebenfalls Dritte der deutschen Meisterschaften wurde sie 1986 und 1987 im Bodenturnen. 1985 und 1987 nahm sie jeweils an Welt- und Europameisterschaften teil.
Von 1988 bis 1991 studierte Wetzel die Fächer Internationaler Handel und Finanzen an der Louisiana State University in den Vereinigten Staaten und gehörte der Turnriege der Hochschule an. Sie blieb in den Vereinigten Staaten, heiratete einen US-Amerikaner, mit dem sie zwei Söhne bekam und ließ sich mit ihrer Familie in Baton Rouge nieder. Beruflich wurde sie im Bankwesen tätig.